# Dolichopeza manipurensis
Dolichopeza manipurensis är en tvåvingeart som beskrevs av Alexander 1967. Dolichopeza manipurensis ingår i släktet Dolichopeza och familjen storharkrankar. Inga underarter finns listade i Catalogue of Life.